# トイズ (映画)
『トイズ』（Toys）は、1992年にアメリカで製作されたロビン・ウィリアムズ主演のファンタジー映画。

## 概要
10年以上の構想を映画化したバリー・レヴィンソンが監督・製作・脚本を手がけた作品。おもちゃ工場を舞台にしたファンタジーになっているが、反戦のメッセージが色濃い。細部にまでこだわったおもちゃ工場のセットや、登場人物たちの衣装に美術、青空をバックに広がる草原など、カラフルで幻想的な世界観が映画全体にちりばめられており、映画監督のティム・バートンもノークレジットで本作のコンセプチュアル・アーティストとして参加している。
また本作で、ラップ歌手だったLL・クール・Jの本格的な俳優進出作品となった。レイ・チャールズを体当たりで演じアカデミー主演男優賞を獲得したジェイミー・フォックスもチョイ役で出演している。

## あらすじ
人里離れた草原にたたずむおもちゃ工場の“ジボ・トイズ”。そこは、ケネス・ジボ（ドナルド・オコナー）が一代で築いた“夢のあるおもちゃを子供に”がモットーの大手おもちゃメーカーである。そしてそこでは、大勢の工場員たちが日々生き生きと楽しく働いていたのだが、ある日、経営者のケネスが急死してしまう。息子のレスリー（ロビン・ウィリアムズ）もその訃報に肩を落としていたが、何事にもプラス思考だった父親の思考を受け継ぎ、妹のアルセイシア（ジョーン・キューザック）と共に工場の更なる発展に力を入れようとしていた。
だがそんな彼らの元にケネスの弟であるリーランド・ジボ将軍（マイケル・ガンボン）が新経営者としてやって来る。完璧な軍国主義のリーランドは、子供の夢などどこ吹く風。おもちゃというアイテムを生かして、完全な軍事目的の工場改革を目論み、それまでの工場内システムを好き勝手に変え始める。そんな将軍の横暴ぶりに、さすがのレスリーも黙ってはいなかった。父親が目指していた本来あるべき工場に戻そうと将軍に掛け合おうとするが、当の本人はそんなレスリーの話など聞こうともしない。そんな間にも、将軍は次々とおもちゃ兵器を開発し続け、仕舞いにはテレビゲームに興じる子供たちを利用して世界征服を企む将軍の野望を知ったレスリーは、アルセイシアや将軍の子であるパトリック（LL・クール・J）そして恋人のグエン（ロビン・ライト）らと共に立ち上がるのだった。

## キャスト
| 役名                     | 俳優                         | 日本語吹替                                                                       |
| ------------------------ | ---------------------------- | -------------------------------------------------------------------------------- |
| レスリー・ジボ           | ロビン・ウィリアムズ         | 安原義人                                                                         |
| リーランド・ジボ将軍     | マイケル・ガンボン           | 中村正                                                                           |
| アルセイシア・ジボ       | ジョーン・キューザック       | 藤田淑子                                                                         |
| グエン・タイラー         | ロビン・ライト               | 佐々木優子                                                                       |
| パトリック・ジボ         | LL・クール・J                | 島田敏                                                                           |
| ケネス・ジボ             | ドナルド・オコーナー         | 峰恵研                                                                           |
| オーウェン・オーウェンズ | アーサー・マレット           | 勝田久                                                                           |
| ジボ大将軍               | ジャック・ウォーデン         | 沢りつお                                                                         |
| 看護婦デビー             | デビ・メイザー               |                                                                                  |
| コルテス                 | ジュリオ・オスカー・メチョソ |                                                                                  |
| ベイカー                 | ジェイミー・フォックス       |                                                                                  |
| 守衛                     | アート・メトラーノ           |                                                                                  |
| その他                   |                              | さとうあい 安達忍 寺瀬今日子 梅津秀行 鈴木泰明 村松康雄 荒川太朗 中村秀利 辻親八 |

## スタッフ
- 監督：バリー・レヴィンソン
- 音楽：ハンス・ジマー、トレヴァー・ホーン
- 製作：マーク・ジョンソン、バリー・レヴィンソン
- 脚本：ヴァレリー・カーティン、バリー・レヴィンソン
- 撮影：アダム・グリーンベルグ
- 編集：ステュー・リンダー
- 美術：フェルナンド・スカルフォオッティ
- 衣装：アルバート・ウォルスキー

## サウンドトラック
1. "Winter Reveries" (Excerpt from Tchaikovsky's "Symphony No. 1")
  - Conducted by Shirley Walker
2. "The Closing of the Year" (Main Theme)
  - Performed by the Musical Cast of Toys featuring Wendy & Lisa
  - Written by Trevor Horn and Hans Zimmer
  - Prior to its release received minor radio airplay as a winter holiday song
3. "Ebudae"
  - Performed by Enya
  - Written by Enya and Roma Ryan
4. "The Happy Worker"
  - Performed by Tori Amos
  - Written by Trevor Horn and Bruce Woolley
5. "Alsatia's Lullaby"
  - Performed by Julia Migenes andHans Zimmer
  - Written by[Hans Zimmer
6. "Workers"
  - Performed by The Musical Cast of Toys
  - Written by Trevor Horn and Bruce Wooley
  - Alternate version of "The Happy Worker"
7. "Let Joy & Innocence Prevail" (Instrumental)
  - Performed by Pat Metheny
  - Written by Hans Zimmer and Trevor Horn
8. "The General"
  - Film dialogue performed by Michael Gambon
  - Written and performed by Hans Zimmer
9. "The Mirror Song"
  - Performed by Thomas Dolby
  - Featuring dialogue from the film by Robin Williams and[Joan Cusack as well as backing vocals by Bruce Woolley
  - Written by Trevor Horn and Bruce Woolley
10. "Battle Introduction"
  - Film dialogue performed by Robin Williams
  - Written and performed by Hans Zimmer
11. "Welcome to the Pleasuredome" (Into Battle Mix)
  - Performed by Frankie Goes to Hollywood
  - Written by Peter Gill/Holly Johnson/Brian Nash/Mark O'Toole
  - Into Battle Mix by Trevor Horn, Robin Hancock, and Tim Weidner
12. "Let Joy & Innocence Prevail"
  - Performed by Grace Jones
  - Written by Hans Zimmer and Trevor Horn
13. "The Closing of the Year/ Happy Worker (Reprise)"
  - Performed by The Musical Cast of Toys, Wendy & Lisa, and Seal
  - Written by Trevor Horn and Bruce Woolley
  - Little Boy Jack Levinson

### バージョン違い
この映画のサウンドトラックには2種類の盤が存在していることが確認されている。両版の差違については以下の通り。（盤名称は便宜上の物である）
| 盤名 | 1曲目と2曲目のトラック分け | 11曲目の内容                   |
| ---- | -------------------------- | ------------------------------ |
| 盤A  | 間違っている               | いわゆる「福岡ドームのテーマ」 |
| 盤B  | 正しい                     | 「福岡ドームのテーマ」ではない |

輸入盤については両者が混在しており、外形的には見分ける術はない。アマゾンの当該サウンドトラックのレビューでは主として11曲目の違いについてのコメントが多数なされている。なお、日本盤については盤Aのみであり、トラック分けから、盤Aが初期の物であると推測される。